# コンクリート破砕器
コンクリート破砕器（コンクリートはさいき）は、建築物の基礎の撤去や宅地造成などで使用するために開発された火薬を用いた火工品であり、爆薬による発破と比較した場合に騒音、振動、飛石などが少なく安全性が高いのが特徴である。

## 概要
火薬をプラスチック製容器に充填した構造であり、専用の点火具で起爆させることで用いる。
実際に現場で使用するには「コンクリート破砕器作業主任者」の資格が必須であり、発破技士や火薬類取扱保安責任者の資格で使用することはできない（ただし、発破技士や火薬類取扱保安責任者等の有資格者はコンクリート破砕器作業主任者資格取得講習の科目の一部免除がなされる）。

## 概史
- 市街地など、安全性の面で爆薬による発破が難しい場所での使用を想定して1968年（昭和43年）に開発された。
- 1974年（昭和49年）に法令改正により火薬類（火工品）に指定された。
- 近年は重機類の発達と普及を主な理由として、使用される機会が激減している。

## 今後の動向
- 2010年（平成22年）7月、コンクリート破砕器のメーカーは新規製造を中止する旨を発表しており[3]、在庫の終了とともに使用される状況が無くなることはほぼ確実である。またコンクリート破砕器作業主任者の資格も使途が無くなり、資格取得のための講習自体も2011年（平成23年）1月13日で終了となる予定である[4]。
- なお、東京消防庁の消防救助機動部隊（ハイパーレスキュー）では災害現場などでの障害物除去のための装備としてコンクリート破砕器を正式に採用し、使用しているが[5][6]、前述の事情から今後の動向は未定である。